# 辰野町営バス
辰野町営バス（たつのちょうえいバス）は、長野県上伊那郡辰野町が運営するバスである。

## 概要
かつて、松本電気鉄道による路線バスとして、飯沼線や藤沢線、川島線、小横川線が町内を走行していたが、過疎化、モータリゼーションの進展などに伴う利用客の減少により、廃止されることとなった。このため、辰野町が住民の足を確保するために運行を開始したのが始まりである。100～400円の対距離制の運賃を採用している。
平成25年4月1日よりデマンド型の乗合タクシーを開始している。利用には登録や予約が必要。運行は川島線と飯沼線が運行されていない地域である。

## 運行経路
飯沼線
小野駅 - 押野上 - 中村公民館 - 山口 - 中村公民館 - 下村 - 雨沢公民館 - 下雨沢 - （中の橋）- 明倫館 - 小野駅 （ - 役場 - ときめきの街 - 辰野駅）
便により運行経路が異なる。往路と復路で経由地が異なり左回りと右回りがある。火・金曜日のみ1往復が辰野町内まで直通する。
一部時間帯に中の橋を経由し川島線と接続できる。
一部時間帯、小野駅にて塩尻市地域振興バスと接続がある。
土日、祝日、お盆、年末年始は運休となる。
川島線
役場 - ときめきの街 - 辰野駅前 - 四ツ角 - 宮木公園 - 宮所公民館 - 今村 - 国宝観音 - 川島駅口 - 中の橋 -中渡戸 - 飯沼沢 - かねき - （かやぶきの館） - 門前公民館 - 木曽沢 - 横川ダム湖口 - 中谷
※()内は一部便のみ経由
大半が木曽沢止まりである。
土曜日は減便となる。
日祝日と、お盆、年末年始は運休となる。
中央線（辰野線）と辰野駅から離れる信濃川島駅付近まで並行している。
中の橋にて飯沼線と接続できる。